# درو بورتر
درو بورتر (7 سبتمبر 1985 في أستراليا - ) (بالإنجليزية: Drew Porter)‏ هو لاعب كريكت أسترالي. لعب مع فريق غرب أستراليا للكريكت ‏.

## وصلات خارجية
- درو بورتر على موقع إي آس بي آن كريك إنفو (الإنجليزية)